# Domisiladoré
Domisiladoré est une série télévisée française en 100 épisodes d'environ 7 minutes, diffusée sur France 2, et produite par CALT production.

## Synopsis
Domisiladoré raconte le quotidien d’une famille recomposée dont les péripéties sont commentées, avec humour, par Michel, le chef de famille, décédé depuis peu.

## Distribution
- Gaëlle Le Fur : Alice Pichon
- Jacques Mathou : André Deulon
- Juliette Poissonnier : Charlotte Pichon
- Rebecca Potok : Martine Pichon Deulon
- Hédi Tillette de Clermont-Tonnerre : Robin de Luzac
- Matthias Van Khache : Alex Pichon
- Marie Vincent : Chantal Pichon
- Patrick Poivey : Voix de Michel Pichon